# Rupicapra pyrenaica pyrenaica
Il camoscio dei Pirenei (Rupicapra pyrenaica pyrenaica Bonaparte, 1845, in francese Isard, in spagnolo Rebeco) è la sottospecie nominale del camoscio meridionale.

## Diffusione ed habitat
La sottospecie, come intuibile sia dal nome comune che dal nome scientifico, è diffusa lungo tutti i Pirenei, in particolare nella zona centro-orientale della catena montuosa. Qui la si trova sia sul versante francese che su quello spagnolo, oltre che in Andorra.
La sottospecie colonizza una varietà di ambienti montani, mostrando preferenze stagionali per l'uno o l'altro habitat: se infatti durante i mesi freddi i camosci tendono a scendere di quota per raggiungere i pascoli ed i boschi ancora liberi dalla neve, dopo il disgelo essi risalgono verso le zone rocciose ed i pascoli d'alta quota, al di sopra dei 1000 m.

## Descrizione

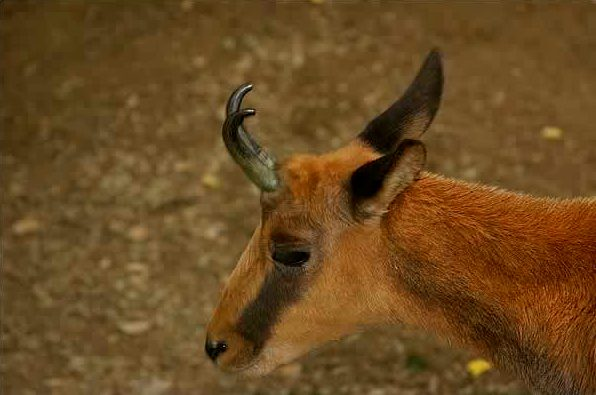
Testa di un esemplare in livrea estiva.

La colorazione del mantello varia fra i mesi estivi e quelli invernali: mentre infatti durante l'inverno esso si presenta lungo e di colore bruno scuro, con sottopelo lanoso ed una sorta di gualdrappa sul collo, durante l'estate l'animale presenta manto bruno-rossiccio. In tutti i periodi dell'anno sono però distinguibili le parti inferiori del ventre e del collo di colore più chiaro, le zampe solitamente più scure del resto del corpo, il bianco di mento, guance e arco nasale e le caratteristiche bande nere sugli occhi.

Le corna a forma di uncino, presenti in ambedue i sessi, possono raggiungere (ed eccezionalmente superare) i 30 cm di lunghezza.

### Dimensioni
Misura fino a 130 cm di lunghezza, per un'altezza al garrese che può sfiorare i 90 cm ed un peso che va dai 40 ai 65 kg.

## Biologia
I camosci dei Pirenei tendono a fare vita solitaria: le femmine, tuttavia, possono formare aggregati di 5 o più esemplari per meglio sorvegliare i piccoli. Se minacciati, essi cominciano ad emettere richiami d'allarme simili a starnuti e a pestare nervosamente i piedi al suolo, per poi fuggire a grandi balzi (fino a 2 metri d'altezza e 6 di lunghezza) verso zone più sicure.

### Riproduzione
Nei mesi autunnali i maschi scendono a valle per accoppiarsi con le femmine: in questa stagione risuona sovente fra le valli il loro bramito. I maschi più vecchi si contendono il diritto all'accoppiamento con gli esemplari più giovani, ingaggiando combattimenti a cornate che spesso portano alla morte uno o entrambi i contendenti a causa delle gravi ferite. Anche i piccoli dell'anno precedente vengono scacciati aggressivamente dai vecchi maschi, desiderosi di accoppiarsi con le femmine in estro.
La gestazione dura poco meno di 6 mesi: i piccoli (che nascono in tarda primavera, sicché la madre dispone di abbondante pastura per poterli allattare), nascono con gli occhi già aperti e sono in grado di seguire agevolmente la madre già mezz'ora dopo essere venuti alla luce. Il numero di cuccioli per parto è normalmente uno, ma vi sono casi non molto infrequenti di parti gemellari: il parto trigemino è una rarità.
I piccoli possono dirsi del tutto svezzati una volta compiuto il sesto mese di vita, ma continuano a seguire la madre fino all'anno d'età, quando essa va in estro ed essi vengono allontanati aggressivamente dai vecchi maschi. I camosci pirenaici maschi raggiungono la maturità sessuale attorno ai due anni e mezzo d'età, le femmine non prima dei 3 anni e mezzo: difficilmente però essi riescono ad accoppiarsi prima dei 5 anni d'età, a causa della spietata concorrenza dei maschi più anziani ed esperti. Il camoscio dei Pirenei può vivere fino a 25 anni in cattività: la sua speranza di vita allo stato selvatico, invece, raramente oltrepassa i 15 anni.

## Curiosità
È la mascotte della Nazionale di rugby andorrana.
Un esemplare di questa sottospecie è rappresentato sulle monete di euro da 1, 2 e 5 centesimi emesse dal Principato di Andorra dal 2014.